# Eupeodes lundbecki
Eupeodes lundbecki là một loài ruồi trong họ Ruồi giả ong (Syrphidae). Loài này được Soot-Ryen mô tả khoa học đầu tiên năm 1946. Eupeodes lundbecki phân bố ở vùng Cổ Bắc giới (Đan Mạch)